# جورج بيرغ
جورج بيرغ (بالإنجليزية: George Berg)‏ هو جندي أمريكي، ولد في 2 ديسمبر 1868 في ماونت إيري في الولايات المتحدة، وتوفي في 27 نوفمبر 1945.